# Titiou Lecoq
Pour les articles homonymes, voir Lecoq.
Audrey Lecoq, connue sous le nom de Titiou Lecoq, née le 22 janvier 1980 à Paris (France), est une journaliste, féministe, blogueuse, essayiste et romancière française, spécialiste de la culture web.

## Biographie
Titiou Lecoq est née le 22 janvier 1980, à Paris.
Elle est titulaire d'un DEA de sémiotique.
En 2007, tout en enchaînant les petits boulots, elle commence l'écriture de son premier roman, Les Morues, qui est publié en 2011 au Diable vauvert. En parallèle, elle tient depuis 2008 le blog Girls and Geeks, dans lequel elle raconte son quotidien à Paris, sa vie amoureuse. Elle apprécie la forme d'écriture complètement libre du blog. Féministe, la lutte pour l’égalité dans la répartition des tâches ménagères est l'un de ses combats.
En 2016, Titiou Lecoq fait partie des jurés du prix littéraire de la page 111.
Elle collabore avec le magazine en ligne Slate.fr pour lequel elle a écrit plus de 250 articles. En 2017, dans Libération, elle trace le portrait de femmes victimes de meurtres conjugaux, c'est-à-dire de féminicides.

## Thèmes de prédilection

### Les féminicides
Au cours de son travail de journaliste, elle met en relief l'aspect criminel du féminicide : selon elle, il n'est en général pas dû à un homme qui taperait trop fort, mais il est dû à un homme qui veut tuer, et tape dans ce but. Dans la plupart des cas cet homme est violent depuis longtemps, et il tue pour que « sa » femme lui appartienne toujours. Titiou Lecoq milite pour une reconnaissance de ces assassinats (au sens propre, homicide volontaire (meurtre) avec préméditation) à l'échelle de la société : leurs racines se trouvent dans des conceptions patriarcales qui donnent à ces violences un caractère banal, connu, habituel, social, alors que leurs conséquences, même lorsqu'elles n'aboutissent pas à un meurtre, sont lourdes pour la femme victime directe, et pour les enfants, quelquefois tués eux aussi. Elle insiste sur l'importance du bon fonctionnement de la police, de la justice, et sur le financement des associations qui travaillent sur cette cause.

### «Charge mentale» et répartition des tâches dans le couple
La même année, elle publie chez Fayard, un essai intitulé Libérées ! Le combat féministe se gagne devant le panier de linge sale, consacré à la charge mentale qui pèse sur les jeunes mères. Elle décrit la persistance de la répartition inégalitaire des tâches ménagères et la double contrainte entre le travail à l'extérieur et dans la maison, qu'elle exprime ainsi : « On ne peut pas travailler comme nos grands-pères et tenir la maison comme nos grands-mères ». Elle dénonce aussi dans ce livre l'image rétrograde de la femme donnée par les réseaux sociaux en ligne et en particulier par Instagram.
Dans son ouvrage paru en octobre 2017, Titiou Lecoq raconte avoir refusé d'emmener son enfant chez le pédiatre car ce n'était pas son tour. Elle déclare ainsi : « C'était tout le temps à moi de le faire. J'ai dit à son père : Tu t'en charges. Il ne l'a pas fait à temps. Le gamin a fini avec un tympan percé. Ce que j'ai fait, c'est horrible mais ce n'était pas mon tour,. »

### Effacement et invisibilisation des femmes dans l'Histoire
Titiou Lecoq publie en 2021 l'ouvrage Les Grandes Oubliées. Pourquoi l'Histoire a effacé les femmes, préfacé par Michelle Perrot, chez L'Iconoclaste. En 2023, elle publie une édition adaptée aux enfants, Les Femmes aussi ont fait l'Histoire, chez Les Arènes. Dans ces livres, elle étudie les mécanismes d'invisibilisation et d'effacement des femmes dans l'Histoire. Elle démontre que ces effacements ont été cycliques et le fruit de la domination masculine. Elle étudie des figures féminines ayant marqué leur époque, mais progressivement effacées, telles Enheduana, Brunehaut, Julie-Victoire Daubié, Émilienne Moreau-Évrard. Elle remonte jusqu'à la préhistoire, pour laquelle les historiens du XIXe siècle ont imaginé un monde des hommes tourné vers les découvertes, la chasse et l'art pariétal alors que les femmes auraient veillé sur le foyer et les enfants. Pourtant, rien ne permet de démontrer cette division. Des femmes chasseuses, dans des postes de pouvoir, résistantes et guerrières ont existé à toutes les périodes, mais ont disparu progressivement des imaginaires et des récits. Et Titiou Lecoq soutient que ces processus d'effacement - nommé aussi mentrification - ont été la plupart du temps volontaires et conscients de la part des historiens et des pouvoirs politiques.

## Liste des publications

### Essais
- Kata Sutra, la vérité crue sur la vie sexuelle des filles, avec Nadia Daam, Emma Defaud, Élisabeth Philippe et Johanna Sabroux, Éditions Jacob-Duvernet, 2009  (ISBN 2847242449).
- Encyclopédie de la webculture, avec Diane Lisarelli, Éditions Robert Laffont, 2011  (ISBN 222112829X).
- Sans télé, on ressent davantage le froid, Fayard, 2015  (ISBN 2213678677), Le Livre de poche (sous le titre Chroniques de la débrouille)  (ISBN 225318263X).
- Libérées ! Le combat féministe se gagne devant le panier de linge sale, Fayard, 2017  (ISBN 9782213705347).
- Honoré et moi, L'Iconoclaste, 2019.
- Les Grandes Oubliées. Pourquoi l'Histoire a effacé les femmes, L'Iconoclaste , 2021  (ISBN 9782378802424).
- Le Couple et l'Argent, L'Iconoclaste, 2022,  (ISBN 9782378803070).
- Les Femmes aussi ont fait l'Histoire, Les Arènes, 2023

### Romans
- Les Morues, Au diable vauvert, 2011  (ISBN 2846263477), Le Livre de poche  (ISBN 9782253166801), lauréat du prix du Premier roman du Doubs.
- La Théorie de la tartine, Au diable vauvert, 2015  (ISBN 2846269327).
- Comment apprendre à manipuler ses parents en 1 semaine, Nathan, 2023  (ISBN 9782095003517).
- Une époque en or, L'Iconoclaste , 2024  (ISBN 9782378804350).

### Livres audio
- Les Grandes Oubliées. Pourquoi l'Histoire a effacé les femmes, lu par l'autrice, Paris, Audiolib, 2023, 6 h 45  (ISBN 9791035409845).
- Le Couple et l'Argent : Pourquoi les hommes sont plus riches que les femmes, lu par Amélie Belohradsky, Paris, Audiolib, 2023, 5 h 4  (ISBN 9791035413378).

## Distinctions
- 2024 : Prix du livre audio Lire dans le noir, catégorie Document, pour Le Couple et l'Argent : Pourquoi les hommes sont plus riches que les femmes, lu par Amélie Belohradsky chez Audiolib[21].